# Вакуленко Ігор Олексійович
Вакуленко Ігор Олексійович (нар. 8 вересня 1949, Курессааре Естонія) — доктор технічних наук (2004).

## Біографія
Закінчив Дніпропетровський металургійний інститут в 1973 році.
В 1969—2004 роках працював в Інституті чорної металургії НАН України в м. Дніпропетровськ. З 1999 року — завідувач відділу механічних випробувань, а від 2004 р. — завідувач кафедри технології матеріалів Дніпропетровського університету залізничного транспорту..
Наукові дослідження у галузі термічної обробки металів.

## Праці
- Структура и свойства углеродистой стали при знакопеременном деформировании. Дн., 2003;
- Переориентированные структуры в углеродистых сталях. Дн., 2005 (співавт.).